# Blaschette
Blaschette (Luxemburgs: Blaaschent, Duits: Blascheid) is een plaats in de gemeente Lorentzweiler en het kanton Mersch in Luxemburg.
Blaschette telt 447 inwoners (2001).